# Pars Today
Pars Today или Всемирная служба Pars Today (англ. Pars Today World Service), до 2016 года Всемирная служба Голоса Исламской республики Иран (англ. IRIB World Service) — международное информационное агентство и служба иноязычного теле- и радиовещания в составе Голоса Исламской республики Иран, образованная в 1956 году.

## История
Государственное Радио Иран было образовано в 1926 году и подчинялось Министерству почты, телеграфа и телефона Ирана. В 1966 году радио вышло из этого министерства и вместе с телевидением вошло в Иранское национальное радио и телевидение, которое в 1979 году после Исламской революции было преобразовано в «Голос и образ Исламской Республики Иран».
Иноязычная служба радиовещания в Иране появилась формально в 1956 году: её целью было ознакомление радиослушателей других стран с историей и культурой Ирана, а после Исламской революции — ещё и объяснение позиции сторонников революции на мировые события, а также идеалов и ценностей новой республики.
Информационный портал Pars Today в текущем виде появился в январе 2016 года: в его работе используется более чем 70-летний опыт иновещания Гостелерадио Исламской Республики Ирана. Аудитории предлагаются передачи информационного, политического, культурного и религиозного содержания.

## Языки вещания
Pars Today вещает на 32 языках. Радиовещание, в частности, доступно на албанском, арабском, армянском, бенгальском, китайском, английском, малайском, немецком, хинди, иврите, индонезийском, японском, казахском, португальском, русском, испанском и турецком языках, а также суахили и хауса. Вещание осуществляется на радиоволнах, в Интернете и через мобильные приложения.
Англоязычная служба носит название English Radio, её аудиторию составляют все слушатели англоязычных стран. Специально для слушателей США выходит 60-минутный блок программ под названием Голос справедливости (англ. Voice of Justice).
Русскоязычная служба носит название Голос Ирана: вещание на русском началось в 1946 году из Тебриза, с 1947 года осуществлялось из Тегерана и не прекращалось ни на сутки. С 1963 года в СССР работала так называемая русская служба Радио Ирана. По данным на 2017 год, русская служба Голоса Ирана вещала в радиоэфире каждый день 2 часа в сутки (есть три вечерних повтора и один утренний). Аудитория русской службы насчитывала на 2017 год более 200 млн человек, вещание было доступно на частоте 11640 кГц и в Интернете.
В 2017 году на прошедшем в Казани форуме «Радио без границ» русская служба Голоса Ирана была удостоена специального приза «За пропаганду русского языка за пределами России».

## Критика
В эфире международной службы Голоса Исламской Республики Иран в разное время выступали лица, обвинявшиеся на Западе в пропаганде антисемитизма. Среди них были принявший ислам швейцарский журналист Ахмед Юбер и австрийский писатель и поэт Герд Хонзик.
Бывший директор Всемирной службы IRIB Мохаммад Сарафраз был включён в санкционный список Великобритании.